# Edwyn Collins
Edwyn Stephen Collins (Edimburgo, 23 agosto 1959) è un musicista e cantante scozzese, vincitore di un Ivor Novello Awards nel 2009.
È stato il leader del gruppo pop Orange Juice fino allo scioglimento della band avvenuta nel 1985. Successivamente ha avviato una carriera come solista, raggiungendo il successo con brani come A Girl like You, pubblicata da solista nell'album Gorgeous George del 1994, e The Magic Piper (Of Love), inserita nell'album I'm Not Following You, del 1997.

## Discografia da solista

### Album in studio
- 1989 - Hope and Despair (Demon)
- 1990 - Hellbent on Compromise (Demon)
- 1994 - Gorgeous George (Setanta)
- 1997 - I'm Not Following You (Setanta)
- 2002 - Doctor Syntax (Setanta)
- 2007 - Home Again (Heavenly)
- 2010 - Losing Sleep (Heavenly)
- 2013 - Understated (AED)
- 2019 - Badbea (AED)

### Raccolte
- 1990 - Hope and Despair / Hellbent on Compromise (Demon)
- 1995 - Elevation Days (WEA)
- 2003 - A Casual Introduction 1981/2001 (Setanta)
- 2011 - Down the Line - 12 Songs from 1989-2011 (AED)
- 2012 - Tape Box (AED)

### Album dal vivo
- 2014 - Studio Live Session Liechtenstein (Society of Sound)
- 2014 - Live at Bloomsbury Ballroom (AED)

### Colonne sonore
- 2014 - The Possibilities Are Endless (con Carwyn Ellis e Sebastian Lawsley) (AED)
- 2019 - Sometimes Always Never (con Sean Read) (AED)

### EP
- 1987 - My Beloved Girl (Elevation)
- 1994 - Expressly (Setanta)
- 1997 - I Hear a New World (Setanta)
- 2011 - Daytrotter Session (Daytrotter)

### Singoli
- 1984 - Pale Blue Eyes (con Paul Quinn)
- 1987 - Don't Shilly Shally
- 1987 - My Beloved Girl
- 1989 - Coffee Table Song
- 1989 - 50 Shades of Blue
- 1994 - A Girl like You
- 1995 - Low Expectations
- 1995 - If You Could Love Me
- 1995 - Make Me Feel Again
- 1996 - Keep On Burning
- 1997 - The Magic Piper (Of Love)
- 1997 - Adidas World
- 1998 - No One Waved Goodbye
- 2001 - Message for Jojo (con Bernard Butler)
- 2001 - The Beatle$
- 2002 - Johnny Teardrop
- 2007 - You'll Never Know (My Love)
- 2008 - Home Again
- 2010 - Losing Sleep
- 2010 - Do It Again
- 2011 - In Your Eyes (con The Drums)
- 2013 - What Are You Doing, Fool? (con The Heartbreaks)
- 2013 - Dilemma
- 2013 - Too Bad (That's Sad)
- 2019 - Outside
- 2019 - It's All About You/Sometimes Always Never

Come artista ospite
- 2004 - Mr. Freedomm (Gabin feat. Edwyn Collins)
- 2014 - Dilemma (The Ship-Tones feat. Edwyn Collins)
- 2015 - (Too Right) It's Christmas (Frankie & The Heartstrings feat. Eswyn Collins)